# Cobstädt
Cobstädt è una frazione (Ortsteil) del comune tedesco di Drei Gleichen.